# Steve Wood
Steven Michael „Steve“ Wood (* 17. März 1961; † 23. November 1995 in Brisbane) war ein australischer Kanute.

## Erfolge
Steve Wood gab 1988 in Seoul sein Olympiadebüt im Vierer-Kajak. Mit der Mannschaft erreichte er das Finale, in dem sie als Vierte knapp einen Medaillengewinn verpasste. Auch bei den Olympischen Spielen 1992 in Barcelona gehörte er neben Ian Rowling, Kelvin Graham und Ramon Andersson zum australischen Aufgebot im Vierer-Kajak. Sie gewannen ihren Vorlauf und qualifizierten sich nach einem dritten Platz im Halbfinale für den Endlauf. Die 1000-Meter-Distanz absolvierten sie dort in 2:56,97 Minuten, womit sie hinter dem deutschen Vierer-Kajak und der ungarischen Mannschaft die Bronzemedaille gewannen.
Bereits 1986 gewann Wood mit Grant Kenny in Montreal im Zweier-Kajak auf der 1000-Meter-Distanz Bronze und wurde 1991 in Paris mit dem Vierer-Kajak über 10.000 Meter Vizeweltmeister. Ein Jahr darauf gelang ihm in Brisbane mit Ramon Andersson im Kanumarathon der Titelgewinn.
Wood war mit der niederländischen Kanutin Anna Wood verheiratet, die zweimal olympisches Bronze gewann. Auch ihr gemeinsamer Sohn Jordan Wood startete 2016 bei einem olympischen Kanuwettbewerb. Ende November 1995 beging Steve Wood Suizid durch Erhängen.